# مغامرات زينة ونحول
مغامرات زينة ونحول مسلسل رسوم متحركة أقتبس عن سلسلة كتاب هزلي تحت عنوان مغامرات النحلة مايا وهي من بنات أفكار الأديب الألماني فالديمار بونسلس نشر قصصه الممتعة في عام 1912.نشرت سلسلة القصص بلغات عديدة ومنها الأفريقية بجانب اللغة الألمانية.
تدور القصص حول نحلة تدعى زينة وأصدقائها نحول وفرفور والسيدة سلمى المعلمة وثمة العديد من الحشرات والمخلوقات الأخرى.
و يصف الكتاب حياة زينة ((مايا)) ونموها من حشرة صغيرة إلى ان تكبر وتصبح عضوا مسؤول في مجتمع النحل.
بعد أن جمعت كل العسل حول قرص العسل في الخلية ، قررت زينة الانطلاق في مغامرة للعثور على حديقة زهور من أجل جمع المزيد من العسل للخلية. كانت نواياها نبيلة ، ولكن لأنها تركت الخلية دون إذن ، ترسل الملكة نحول صديق زينة للبحث عن المشاغب الصغير. ينضم نحول إلى زينة في سعيها ، ومعًا بعيدًا عن الخلية المألوفة ، يتعجب الصديقان من الجمال المطلق الذي توفره الطبيعة و من خلال العديد من التجارب الممتعة أحيانًا و الرهيبة أحيانا أخرى و مواجهتها مع الحشرات المختلفة ، تنضج زينة لتصبح نحلة عسل قوية وحكيمة.

## الشخصيات
- زينة النحلة وهي بطلة القصة. أدت صوت الشخصية المدبلجة اللبنانية إلفيرا يونس
- نحول نحلة والصديق المقرب لزينة فهو كسول، وأخرق، وجنان أيضا، وأحيانا غيور ولكنه طيب القلب.
- فرفور الجندب الحكيم صديق زينة ونحول.(وحيد جلال)
- سلمى النحلة المعلمة.

## روابط
- الموقع الرسمي

## روابط خارجية
- مغامرات زينة ونحول على موقع ميوزك برينز (الإنجليزية)
- مغامرات زينة ونحول على موقع ميوزك برينز (الإنجليزية)